# Botillo

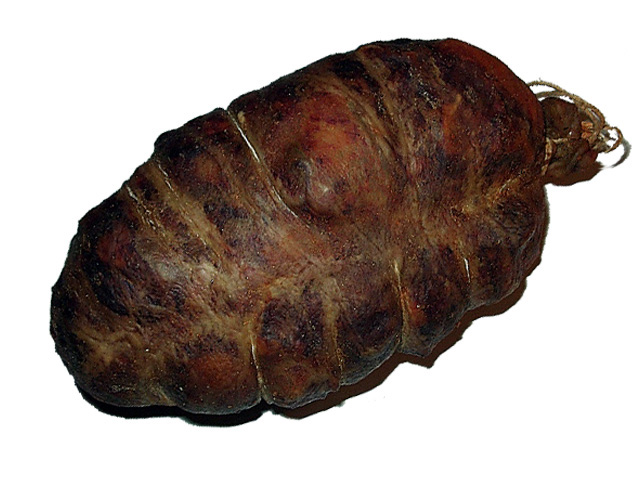
Un botillo con sus cordeles.

Il botillo o botelo o butelo o butiecho o butiellu è un prodotto di carne lavorata con pezzi di carne di maiale e condita e inserita nel cieco del maiale stesso che viene poi affumicato e semi-stagionato.
È tipico della comarca di El Bierzo (León) e ha l'indicazione geografica protetta della provincia di Orense e Lugo in Galizia, dove si chiama botelo o butelo e delle Asturie, chiamato butiecho o butiellu, creato di recente anche in altre aree. Sembra un prodotto simile ad altre regioni di Spagna e Portogallo, ma con altri nomi.